# Het Klaverblad (weekblad)
Het Klaverblad is een onafhankelijk wekelijks huis-aan-huisblad dat op woensdag verschijnt in Vught, Cromvoirt, Helvoirt, Sint-Michielsgestel, Den Dungen, Esch en 's-Hertogenbosch (tot de Vughterbrug). Sinds 2017 is Het Klaverblad ook te vinden op internet. De hoofdredactie en de drukkerij zit in het kantoor aan de Helvoirtseweg in Vught, waar ook alle algemene redacties zijn gevestigd.
Het Klaverblad is ook te verkrijgen via diverse winkels in Vught en omgeving.